# Sigma (svømmeklub)
 For alternative betydninger, se Sigma. (Se også artikler, som begynder med Sigma)
Sigma er en dansk svømmeklub, der er dannet som en overbygning over svømmeklubberne i Allerød og Birkerød i Nordsjælland. 
Blandt klubbens medlemmer finder man Pernille Blume, der deltog i fire discipliner ved sommer-OL 2012.